# 何塞·路易斯·加亚
何塞·路易斯·加亚（西班牙語：José Luis Gayà；1995年5月25日—）是一位西班牙足球運動員，司职左後衛。现时效力於西班牙足球甲級聯賽球隊巴伦西亚。

## 球會生涯

### 瓦倫西亞
2020年3月，嚴重特殊傳染性肺炎西班牙疫情期間加亞和隊友格雷、曼加拉檢測出SARS-CoV-2呈陽性。
2020年8月，由於冠状病毒病疫情引发的经济衰退，華倫西亞陷入財困，除了加亞之外，全隊球員將掛牌出售，前隊長帕雷霍已轉至比利亞雷阿爾，留下的隊長一職由加亞接任。
Gayà 在2022年国王杯决赛中担任瓦伦西亚的队长，并在点球大战中为球队进球，但最终球队输给了皇家贝蒂斯。他因在与奥萨苏纳的比赛中批评裁判的判决而被禁赛了接下来的四场联赛；他的上诉在体育仲裁法庭被驳回。2022年10月19日，他与瓦伦西亚续签合同，合同有效至2027年。

## 國家隊生涯
Gayà 在所有青少年层级的西班牙中出场了 34 次。2015年5月26日，他被召入国家队参加与哥斯达黎加的友谊赛和欧洲杯的预选赛对阵白俄罗斯，但在这两场比赛中都未能登场。
Gayà 在 2018 年 9 月 11 日首次代表国家队出战，参加了 6-0 战胜克罗地亚的比赛，这是欧洲国家联赛的一场比赛。2020年9月3日，在同一赛事中，他在与德国的比赛中打入扳平进球，帮助西班牙在客场以1-1战平德国。
2021年5月24日，Gayà 被纳入路易斯·恩里克的24人阵容中，参加欧洲杯2020。他在半决赛中的表现包括在与克罗地亚的5-3加时赛胜利中出场77分钟。
Gayà 还被征召参加了在卡塔尔举办的2022年世界杯。在约旦的赛前训练营中，他扭伤了右脚踝，被亚历杭德罗·巴尔德替代。

## 榮譽

### 球會
巴伦西亚
- 西班牙國王盃冠軍：2018–19賽季[16]

### 國家隊
西班牙U21
- 歐洲U-21足球錦標賽亞軍：2017年

## 外部連結
- Soccerway資料庫：何塞·路易斯·加亚